# Coup de main du Mont sans Nom
Le coup de main du Mont sans Nom est une opération commando de la Première Guerre mondiale menée le 14 juillet 1918 par le détachement du lieutenant Darius Balestié et en particulier par le corps franc du sergent Joseph Darnand. Elle a notamment permis de recueillir des renseignements importants sur une offensive allemande imminente qui sera nommée ultérieurement la « quatrième bataille de Champagne » (« Friedensturm » pour les Allemands) et dont l'échec marquera une victoire décisive pour les Alliés,.

## Contexte
Informé depuis le 7 juillet 1918 que ses positions seraient attaquées prochainement par les forces allemandes, le général Gouraud commandant la 4e armée française cherche à obtenir de nouveaux renseignements pour contrecarrer cette offensive imminente. Il charge le général Huguenot de réaliser des opérations de renseignement. Un coup de main est donc programmé et confié au lieutenant Balestié,.

## Préparation
Le coup de main est préparé à partir du 10 juillet 1918, en utilisant notamment le groupe de grenadiers d’élite du régiment reconstitué pour la circonstance. Le sergent Joseph Darnand de la 14e compagnie était en réserve avec sa section sur la gauche (ouest) du Mont sans Nom (49° 13′ 07″ N, 4° 21′ 01″ E), quand on vint le prévenir de se présenter à son chef de bataillon Besnier, au PC Ham. S'y trouvait déjà le lieutenant Darius Balestié, le sous-lieutenant Villet et l’adjudant Seray, de la 13e Compagnie ; les anciens chefs de groupe des grenadiers étaient présents également : 5e bataillon : sergent Castel, 6e bataillon : adjudant Dubien,.

## Coup de main
Le général Huguenot, commandant la 132e division d'infanterie, intégrée à la 4e armée française, envoie un détachement en commando, dirigé par le lieutenant Darius Balestié. Ce détachement comprend plusieurs groupes dont les grenadiers d'élite du 4e bataillon mené par le sergent Joseph Darnand. ce dernier groupe devant entrer le plus loin dans les lignes allemandes. Le détachement quitte le camp français pour s'enfoncer dans les lignes allemandes et neutraliser quatre tranchées le 14 juillet 1918 à 19 h 55, afin d'obtenir des renseignements précis sur l'attaque allemande attendue depuis plusieurs semaines,.
L'incursion a lieu dans les quatre tranchées et abris des premières lignes allemandes (49° 13′ 35″ N, 4° 22′ 20″ E
), près du Mont sans Nom, sur le territoire des communes de Vaudesincourt et Dontrien, dans le département de la Marne,.
Le coup de main est achevé avant 21 h, soit environ trois-quarts d'heure après son lancement. Les pertes françaises, deux tués, trois blessés et aucun disparu, sont faibles au regard des résultats de l'opération,.

## Résultats
Le détachement fait au total vingt-sept prisonniers, le groupe Darnand en fait vingt-quatre au sein d'un gros abri allemand en quatrième ligne et s'empare de documents essentiels qui permettent de connaître le plan de l'offensive ennemie du 15 juillet 1918,,, nommée « Friedensturm ».
Le rapport détaillé de cette opération, établi par le sergent Darnand qui a mené un groupe central, a été retrouvé dans l’historique du 366e régiment d'infanterie. Les résultats précis enregistrés dans ce rapport du sergent Darnand sont les suivants :
- 27 prisonniers (73e R.1., et 11e Bataillon de Minenwerfer) ;
- 5 mitrailleuses;
- 1 appareil de pointage de Minenwerfer ;
- 3 appareils téléphoniques ;
- Des armes, de l'équipement et du matériel ;
- Des croquis dont un particulièrement important sur lequel sont portés des emplacements de Minenwerfer.

## Conséquences
Dès le 14 juillet 1918 au soir, les révélations des soldats allemands prisonniers et les documents dérobés dans une casemate de tranchée, révèlent que la préparation d'artillerie allemande commencera quelques heures plus tard, à minuit et 10 minutes exactement. En conséquence, une demi-heure avant cette préparation allemande, le général Gouraud fait déclencher un tir de contre-batteries qui sème la confusion dans les troupes allemandes se préparant à l'assaut,.
L'assaut allemand survient effectivement le 15 juillet 1918 à 4 h 45, accompagné d'un barrage roulant. C'est le début de la quatrième bataille de Champagne (« Friedensturm » pour les Allemands), dernière grande offensive allemande sur le front occidental, dont l'échec marquera une victoire décisive pour les Alliés.